# Parakou
Parakou er en by i det centrale Benin, der med et befolkningstal (pr. 2002) på 182.000 mennesker er den største by i landets centrale del. Byen er hovedstad i departementet Borgou
- Wikimedia Commons har flere filer relateret til Parakou